# Chelsea Girl
Chelsea Girl es el álbum debut como solista de Nico. Fue publicado en octubre de 1967 por Verve Records, la cual también era la compañía discográfica de The Velvet Underground. El nombre del álbum hace referencia a la película de Andy Warhol de 1966, Chelsea Girls, que Nico protagonizó. La sexta canción del álbum (o la primera del Lado B del vinilo) se titula "Chelsea Girls". 
Muchas de las canciones en el álbum poseen un trabajo instrumental de The Velvet Underground, con quienes Nico había colaborado el año anterior enThe Velvet Underground and Nico. La canción I'll Keep it With Mine, que también está incluida en el álbum, fue escrita por Bob Dylan, y el álbum también incluye tres canciones de Jackson Browne, que también contribuyó con la grabación de guitarra para el álbum.

## Historia
Al dejar de formar parte de la formación de The Velvet Underground, Nico empezó seriamente su carrera como solista. Produce su primer álbum Chelsea Girl, el cual fue producido  John Cale y que resultó el más exitoso de toda su carrera. En él aparecían composiciones propias de la cantante, así como canciones de Jackson Browne, Bob Dylan, Tim Hardin , Lou Reed y John Cale. La voz lúgubre de ultratumba de la cantante se convirtió en su sello personal; además, su look semigótico y oscuro desarrolló toda una mística alrededor de su figura.

## Lista de canciones

### Lado A
1. "The Fairest of the Seasons" (Jackson Browne, Gregory Copeland) – 4:06
2. "These Days" (Jackson Browne) – 3:30
3. "Little Sister" (John Cale, Lou Reed) – 4:22
4. "Winter Song" (Cale) – 3:17
5. "It Was a Pleasure Then" (Nico, Reed, Cale) – 8:02

### Lado B
1. "Chelsea Girls" (Reed, Sterling Morrison) – 7:22
2. "I'll Keep It With Mine" (Bob Dylan) – 3:17
3. "Somewhere There's a Feather" (Browne) – 2:16
4. "Wrap Your Troubles in Dreams" (Reed) – 5:07
5. "Eulogy to Lenny Bruce" (Tim Hardin) – 3:45

## Personal
- Nico – Voz
- Jackson Browne – Guitarra eléctrica (A1-2, B2-3, B5)
- Lou Reed – Guitarra eléctrica (A3, A5, B1, B4)
- John Cale – Viola, Órgano, guitarra (A3-5)
- Sterling Morrison – Guitarra eléctrica (B1, B4)
- Tom Wilson – Productor
- Larry Fallon – Arreglos de flauta y cuerdas

- Datos: Q588331